# Džamsrangín Dordžderem
Džamsrangín Dordžderem nebo Dordžderem Džamsran (* 13. prosince 1964 – 22. března 2018) byl mongolský zápasník – judista a sambista.

## Sportovní kariéra
Pocházel z ajmagu Uvs z ojratské kočovné rodiny. Od dětství se věnoval tradičnímu mongolskému zápasu böch. V mongolské judistické a sambistické reprezentaci se pobyhoval od roku 1982 v pololehké váze do 65 kg. V roce 1984 přišel o účast na olympijských hrách v Los Angeles kvůli mongolskému bojkotu. Na olympijských hrách startoval v roce 1988 v korejském Soulu, ale nepřešel přes Čechoslováka Pavla Petřikova staršího ve druhém kole. Po skončení sportovní kariéry v roce 1991 se věnoval trenérské práci. Zemřel v roce 2018.

## Výsledky
| Turnaj            | 1983           | 1984           | 1985           | 1986           | 1987           | 1988           |
| Turnaj            | 19             | 20             | 21             | 22             | 23             | 24             |
| Turnaj            | pololehká váha | pololehká váha | pololehká váha | pololehká váha | pololehká váha | pololehká váha |
| ----------------- | -------------- | -------------- | -------------- | -------------- | -------------- | -------------- |
| Olympijské hry    |                | —              |                |                |                | úč.            |
| Mistrovství světa | úč.            |                | úč.            |                | —              |                |